# Torsten Wacker
Torsten Wacker (* 15. Oktober 1962) ist ein deutscher Werber und Filmregisseur.

## Leben
Wacker arbeitete zunächst als angestellter Werber, bevor er sich im Jahr 1997 gemeinsam mit zwei Kollegen selbstständig machte und die Agentur ad.quarter gründete. 2004 gab er mit der Komödie Süperseks sein Regiedebüt, 2010 folgte mit Kein Sex ist auch keine Lösung die zweite Kinoproduktion. Zwischenzeitlich führte Wacker bei zahlreichen Serien Regie, darunter Axel! will’s wissen, Magda macht das schon!, Mord mit Aussicht und Großstadtrevier.

## Filmografie (Auswahl)
- 2004: Süperseks
- 2008: Lutter: Toter Bruder
- 2008–2017: SOKO Köln
- 2009: Mord mit Aussicht (Nominiert für den Grimme-Preis)
- 2010: Lutter: Rote Erde
- 2011: Kein Sex ist auch keine Lösung
- 2011: Der Sheriff
- 2011: Mord mit Aussicht
- 2011: Der Dicke
- 2012–2024: Großstadtrevier
- 2013: Stubbe – Von Fall zu Fall: Tödliche Bescherung
- 2014–2023: Die Kanzlei
- 2014: Der Bulle und das Landei – Wo die Liebe hinfällt
- 2015: Der Bulle und das Landei – Goldrausch
- 2015: Im Knast (Nominiert für den Grimme-Preis)
- 2015–2019: Magda macht das schon (Deutscher Fernsehpreis Beste Comedy, nominiert für Rose d’Or, 2 × nom. für Deutschen Comedypreis)
- 2016: Im Knast – Staffel 2
- 2017: Deich-TV
- 2022: Retoure
- 2023: Kicken mit Herz – Trailer https://www.youtube.com/watch?v=9Qzl4bzLGvM
- 2024: Miss Merkel – Mord auf dem Friedhof (Fernsehfilm)